# Распопова Ніна Максимівна
Ні́на Макси́мівна Распо́пова (31 грудня 1913 — 2 липня 2009) — радянська військова льотчиця, у роки Другої світової війни — командир ланки 46-го гвардійського нічного бомбардувального авіаційного полку, гвардії старший лейтенант. Герой Радянського Союзу (1946).

## Життєпис
Народилася 31 грудня 1913 року в селі Магдагачі, нині — селище міського типу, районний центр Амурської області Росії, у родині робітника. Росіянка. Закінчила гірничопромислове училище, Хабаровську крайову школу цивільних пілотів (1933), Курси удосконалення командного складу при Центральному аероклубі Москви. Працювала геологом, льотчиком-інструктором в аероклубах Омська і Митищ.
До лав РСЧА призвана по мобілізації ЦК ВЛКСМ у жовтні 1941 року. У діючій армії — з 27 травня 1942 року: пілот, згодом — командир ланки 588-го (з лютого 1943 року — 46-го гвардійського) нічного бомбардувального авіаційного полку. Воювала на Південному, Закавказькому, Північно-Кавказькому, 2-у Білоруському фронтах. Член ВКП(б) з 1942 року.
Всього за роки війни здійснила 805 бойових вильотів на літакові По-2 із бойовим нальотом 1000 годин. Після закінчення війни була демобілізована.
Мешкала і працювала в місті Митищі Московської області, де й померла 2 липня 2009 року. Похована на Волковському кладовищі.

## Нагороди
Указом Президії Верховної Ради СРСР від 15 травня 1946 року «за зразкове виконання бойових завдань командування на фронті боротьби з німецькими загарбниками та виявлені при цьому відвагу і героїзм», гвардії старшому лейтенантові Распоповій Ніні Максимівні присвоєне звання Героя Радянського Союзу з врученням ордена Леніна і медалі «Золота Зірка» (№ 9011).
Нагороджена також двома орденами Червоного Прапора (19.10.1942, 14.12.1944), трьома орденами Вітчизняної війни 1-го ступеня (1943, 15.06.1945, 11.03.1985), орденом Дружби народів, російським орденом Пошани (28.04.1995) і медалями.
Почесний громадянин Митищинського району Московської області (1997).